# Липовка (Омская область)
Липовка — деревня в Знаменском районе Омской области. Входит в состав Шуховского сельского поселения.

## История
Основана в 1906 г. В 1928 г. состояла из 32 хозяйств, основное население — русские. В составе Шуховского сельсовета Знаменского района Тарского округа Сибирского края.

## Население
| 1926 | 2002 | 2010 |
| ---- | ---- | ---- |
| 169  | ↘94  | ↘64  |